# Willa Georga Grawitza w Szczecinie
Willa Grawitza – zabytkowa willa znajdująca się przy alei Wojska Polskiego 115 w Szczecinie.
Wzniesiona w latach 1897–1898 według projektu W.O. Zimmermanna dla radcy miejskiego Georga Grawitza. W 1908 roku budynek przeszedł na własność posiadacza ziemskiego Augusta Diestla. Ostatnim jego właścicielem przed 1945 rokiem był Pomorski Związek Hodowców Bydła (Viehwirtschaftsverband Pommern). Od 1951 roku w willi mieści się Państwowa Szkoła Muzyczna I Stopnia im. Tadeusza Szeligowskiego.
Wzniesiony w stylu eklektycznym budynek łączy w sobie elementy architektury gotyckiej i renesansowej. Całość została rozplanowana na nieregularnym rzucie, z asymetryczną fasadą. Budynek posiada ozdobne szczyty i rozbudowaną strukturę dachu. Na ścianie frontowej znajduje się zegar słoneczny oraz trójboczny ryzalit z ozdobnym kartuszem z wizerunkiem żaglowca, podtrzymywanym przez dwie syreny. W elewacji bocznej znajdują się dwa ryzality z renesansową loggią, z balustradą w stylu późnogotyckim. W bocznej ścianie znajduje się wejście do budynku, prowadzące przedsionkiem do głównego hallu, wokół którego rozplanowano kolejne pomieszczenia. Wewnątrz willi zachowały się oryginalne elementy wystroju: boazerie, drzwi i stolarka klatki schodowej, piece, kominki oraz stiukowe ozdoby sufitów. Do budynku przylega ogród, w którym rosną cisy, platany, kasztany i buki.
W latach 2014–2015 willa przeszła gruntowny remont, połączony z renowacją zabytkowych elementów, wymianą instalacji i dociepleniem ścian. Budynek dostał za to wyróżnienie w konkursie Zabytek Zadbany w kategorii utrwalenie wartości zabytkowej obiektu.

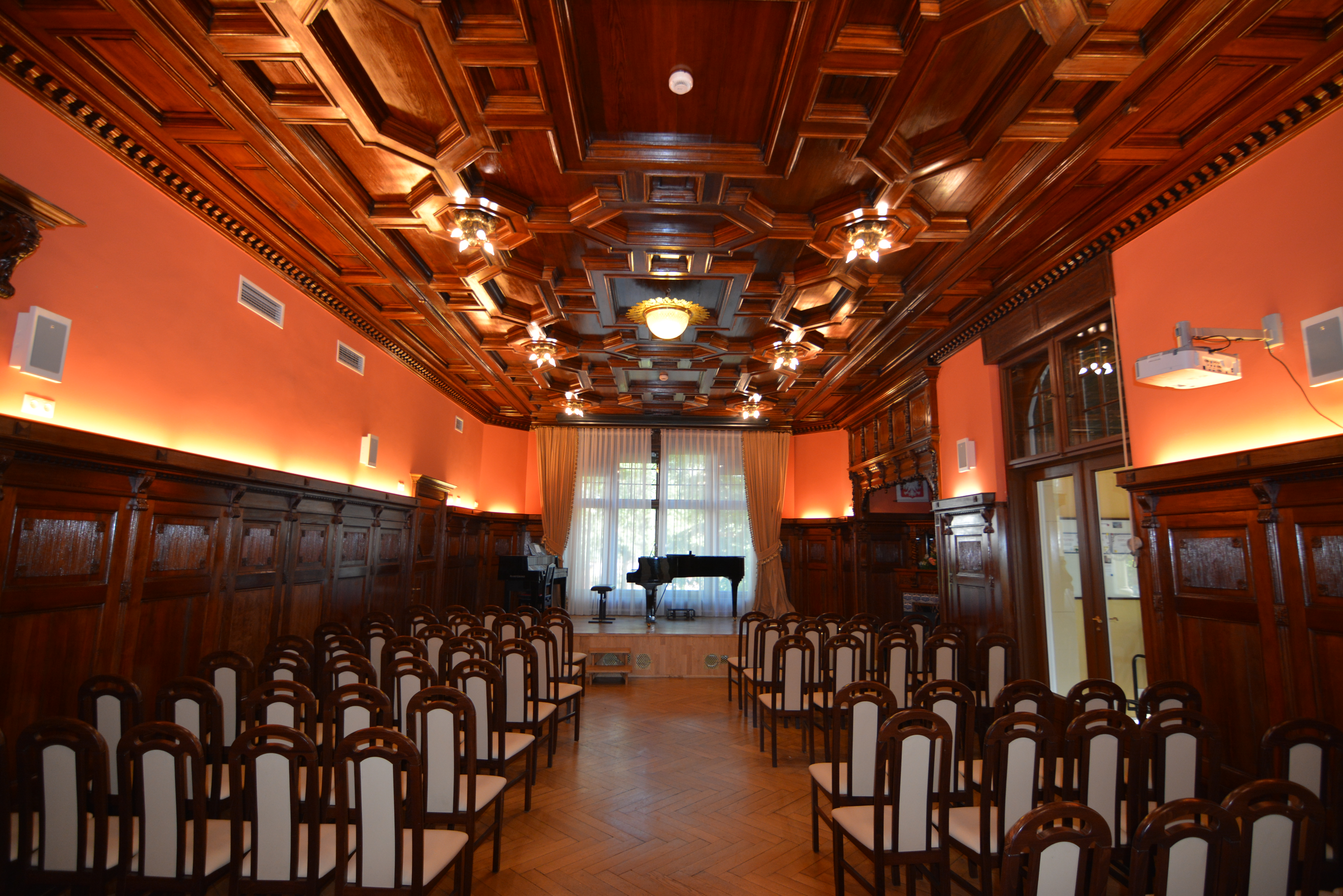
Dawna jadalnia
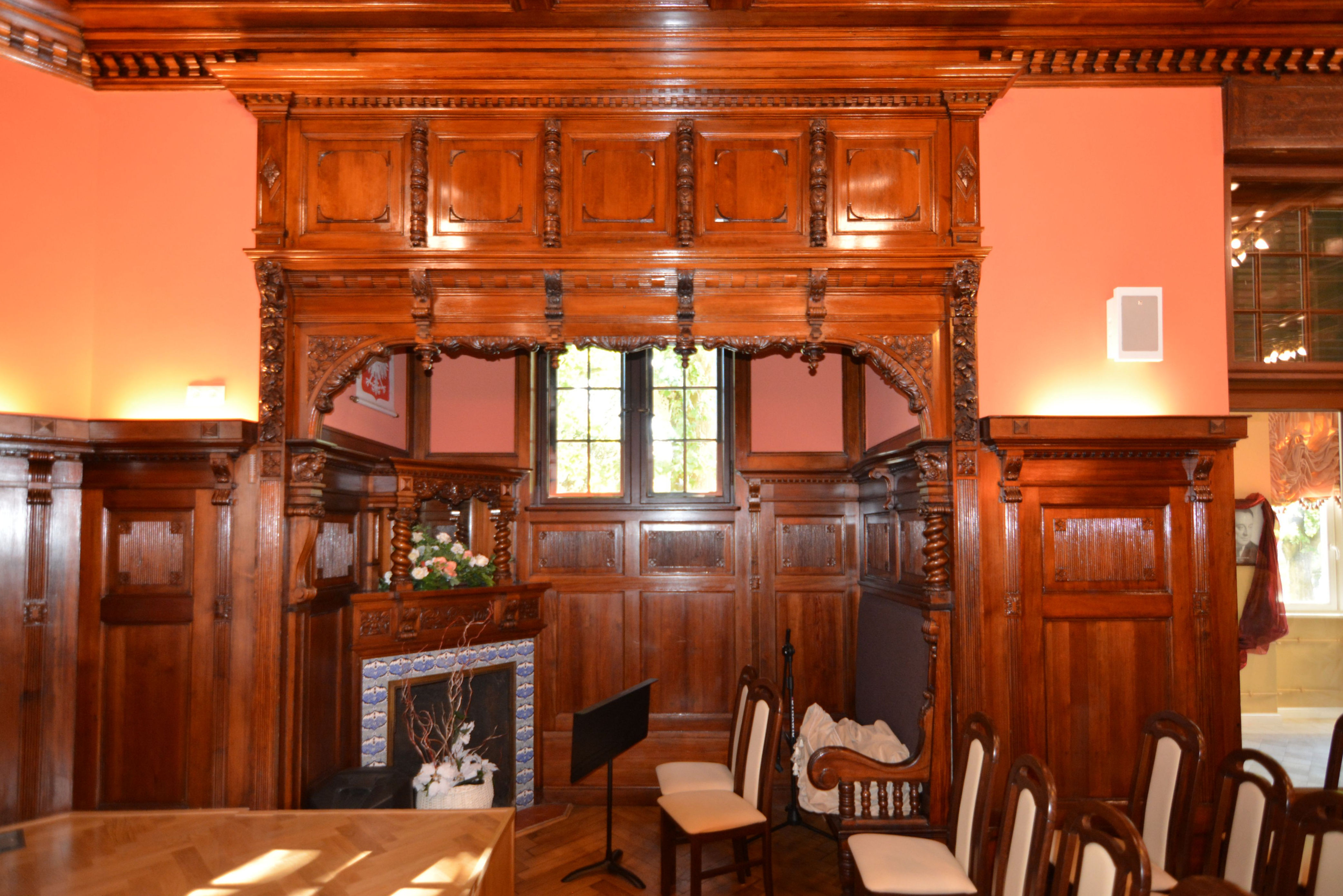
Dawna jadalnia
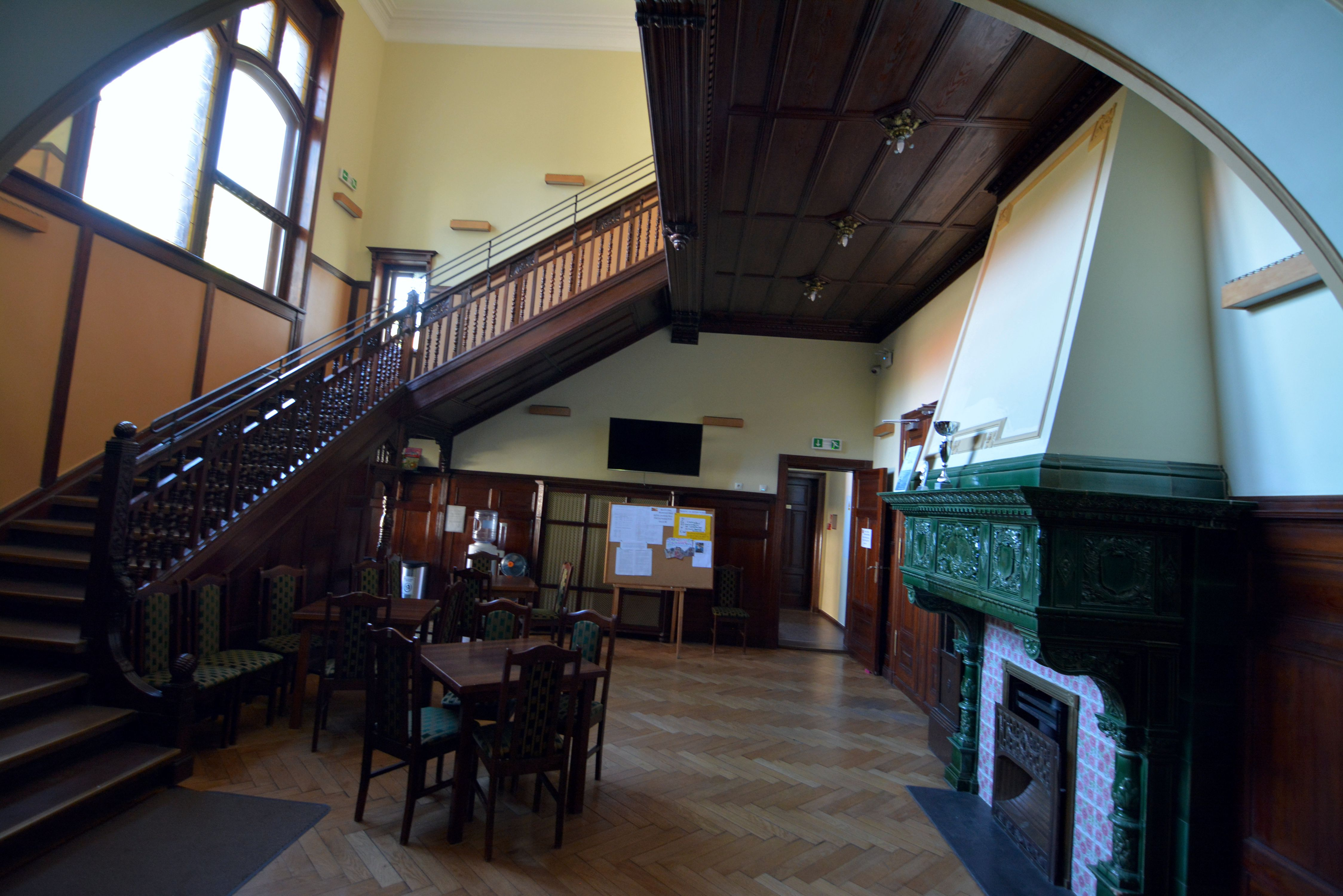
Hol główny
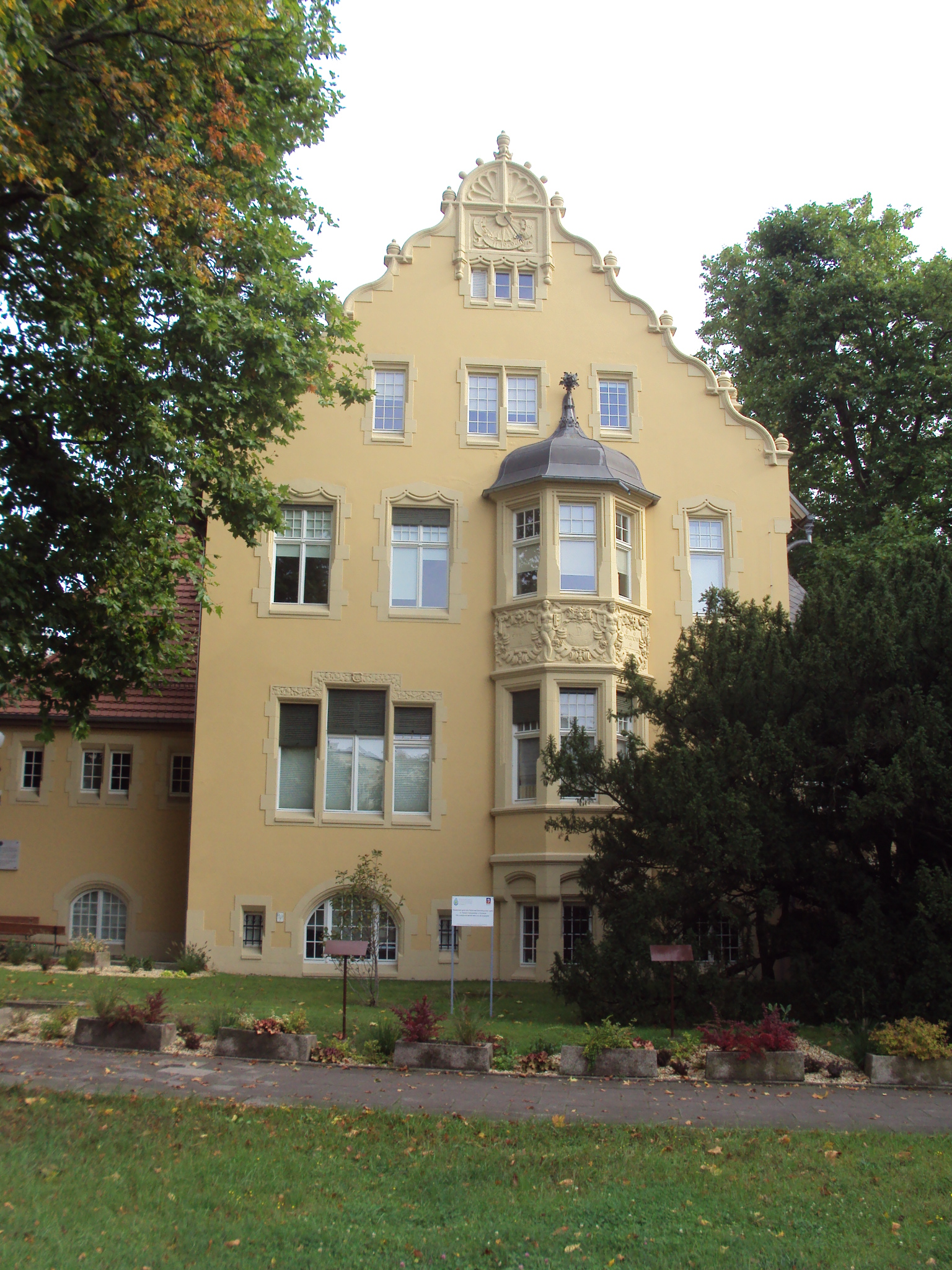
Ściana frontowa od strony al. Wojska Polskiego